# Trnovec (district de Skalica)
Trnovec est un village de Slovaquie situé dans la région de Trnava.

## Histoire
Première mention écrite du village en 1548.

## Démographie

### Évolution de la population
| Année:               | 1994. | 2004.   | 2014.   | 2024.   |
| -------------------- | ----- | ------- | ------- | ------- |
| Nombre de personnes: | 331   | 316     | 315     | 290     |
| Différence:          |       | -4,53 % | -0,31 % | -7,93 % |

| Année:               | 2023. | 2024. |
| -------------------- | ----- | ----- |
| Nombre de personnes: | 290   | 290   |
| Différence:          |       | +0 %  |